# Bev Shipley
Beverly Thomas Shipley, né le 22 juin 1947 à Middlesex en Ontario, est un agriculteur et homme politique canadien.
Il est député à la Chambre des communes du Canada de la circonscription ontarienne de Lambton—Kent—Middlesex de 2006 à 2019 sous la bannière du Parti conservateur du Canada.